# Robert Davreu
Robert Davreu, né le 9 août 1944 à Castres en France et mort le 25 novembre 2013 à Paris,, est un poète, traducteur, et écrivain français.

## Biographie
Robert Davreu fait des études de philosophie puis s'oriente vers l'enseignement à l'université Paris-VIII. Poète, il publie plusieurs recueils dans les années 1970 avant de s'orienter vers la traduction, principalement d'auteurs anglophones contemporains (E. E. Cummings, Joseph Conrad, Russell Hoban, Timothy O'Grady, Warwick Collins et surtout Graham Swift dont il est le traducteur attitré) et de la période romantique (Percy Shelley, John Keats),, mais également de cinq tragédies de Sophocle (notamment pour leurs mises en scène par Wajdi Mouawad depuis 2011).
Il a été membre du comité de rédaction de la revue Po&sie (1983-2013) et Romantisme. Il est l'auteur d'une quarantaine d'articles sur les personnages mythologiques et tragiques grecs dans l'Encyclopædia Universalis.

## Ouvrages
Poésie
- Alliage des cendres, éditions Gallimard, 1973
- Marelles du scorpion, éditions Seghers, 1978
- Charnière, éditions Seghers, 1985
- Il ne voulait rien peindre, éditions Seghers, 1990.
- Mémoire à contretemps, éditions Anne-Marie Métailié, 1990
- Trame d'hiver, éditions Belin, 1994
- Au passage de l'heure, Corti, 2001.
- Moments perdus,Corti, 2007.
- Dans les marges du temps, Éditions Belin, 2014[6].

Essais
- Jacques Roubaud, éditions Seghers, 1985
- Des poètes français contemporains, en collaboration avec Michel Deguy et Hédi Kaddour, 2006
- Traduire Sophocle[4], en collaboration avec Wajdi Mouawad, 2011.

Principales traductions
- Le Système totalitaire (1979) d'Hannah Arendt
- Seul dans la splendeur (1990), Lettres (1993) de John Keats
- Ode au vent d'ouest, Adonaïs et autres poèmes (1998), Les Cenci (2000) de Percy Shelley
- Pilgermann, la chouette (1986), Fréquence Méduse (1990) de Russell Hoban
- Le Sentier sauvage (1993), Je savais lire le ciel (2000) de Timothy O'Grady
- Le Pays des eaux (1985, Prix Baudelaire de la traduction), Hors de ce monde (1988), L’Affaire Shuttlecock (1992), À tout jamais (1993, Prix du Meilleur livre étranger), La Leçon de natation et autres nouvelles (1995), La Dernière Tournée (1997) de Graham Swift
- Ajax, Les Trachiniennes, Électre, Antigone, Œdipe roi de Sophocle
- Remèdes désespérés (1984) de Thomas Hardy